# Edgardo Alfonzo
Edgardo Antonio Alfonzo (Santa Teresa del Tuy, Miranda, Venezuela, 8 de noviembre de 1973) es un beisbolista profesional venezolano. Se inició como campocorto y segunda base, jugando ambas posiciones. Fue firmado por New York Mets, de la MLB, como agente libre amateur en 1991, siendo colocado regularmente en tercera base. Debutó con el equipo mayor de los Mets el 26 de abril de 1995, en un juego donde su equipo perdió en 14 innings 9 carreras por 11 contra Colorado Rockies; Alfonzo entró como bateador emergente en el décimo inning pero falló en su único turno al bate. Permaneció durante 12 temporadas en Grandes Ligas, dejando un promedio de bateo de por vida de 284, destacando en el 1997 NL.315 (8.º) y 2002 NL.308 (10.º). Participó representando a la Liga Nacional en el Juego de las Estrellas del año 2000. A lo largo de su estadía en las Grandes Ligas ha vestido además los uniformes de los Gigantes de San Francisco, Toronto Blue Jays y Los Angeles Angels of Anaheim.
Después de dos temporadas excelentes en las que bateó para.304 (con 27 vuelacercas, 108 carreras impulsadas y 41 dobles) y.324 (25 vuelacercas, 94 carreras impulsadas y 40 dobles), se esperaba un gran año para 2001 pero sufrió una lesión y no pudo jugar, perdiendo dicha temporada. En 2002 logró promediar.308, 16 vuelacercas y 56 carreras impulsadas.
Durante el año 2003 fue firmado por los Gigantes de San Francisco como agente libre, bateando ese año para.306 y 54 carreras impulsadas con un excelente desempeño. Alfonzo, quien ha utilizado el número 13 desde su debut en el béisbol, cambió al número 12 a su llegada a San Francisco, cediéndole así el 13 a su compatriota y campocorto Omar Vizquel. El número 13 ha sido utilizado por ambos para honrar al destacado shortstop venezolano David Concepción, ídolo de ese país.
En 2008 jugó para los Tigres de Quintana Roo de la Liga Mexicana de Béisbol y en febrero de 2009 firmó un contrato por un año con los Gigantes de Yomiuri de la Liga Central de Japón.
En Venezuela, su equipo de toda la vida en la Liga Venezolana de Béisbol Profesional fue Navegantes del Magallanes, donde desarrolló una sobresaliente carrera a lo largo de 15 temporadas. En cuanto a sus datos y contextura física, batea y lanza a la derecha, tiene 1.8 metros de altura y pesa unos 85 kilogramos.
No obstante su intención manifiesta de retirarse jugando para Navegantes del Magallanes en la Temporada 2011/12, Alfonzo pasó a formar parte del line-up de Tigres de Aragua, luego de que su anterior equipo tuvo problemas con él dejándolo en libertad, alegando razones de edad y rendimiento en temporadas recientes (en las anteriores tres temporadas jugó solamente en 54 ocasiones, en buena parte debido a lesiones). Su rendimiento en la temporada de debut con los Tigres lo hizo acreedor por segunda ocasión del premio Regreso del Año de la LVBP (lo había ganado anteriormente en la Temporada 2007/08 jugando para Magallanes).
Apareció nuevamente en cámaras, anunciando que los New York Mets le podrían ofrecer contratos en ligas menores u mayores como mánager o así sea como entrenador.